# Pompeo Ferrari

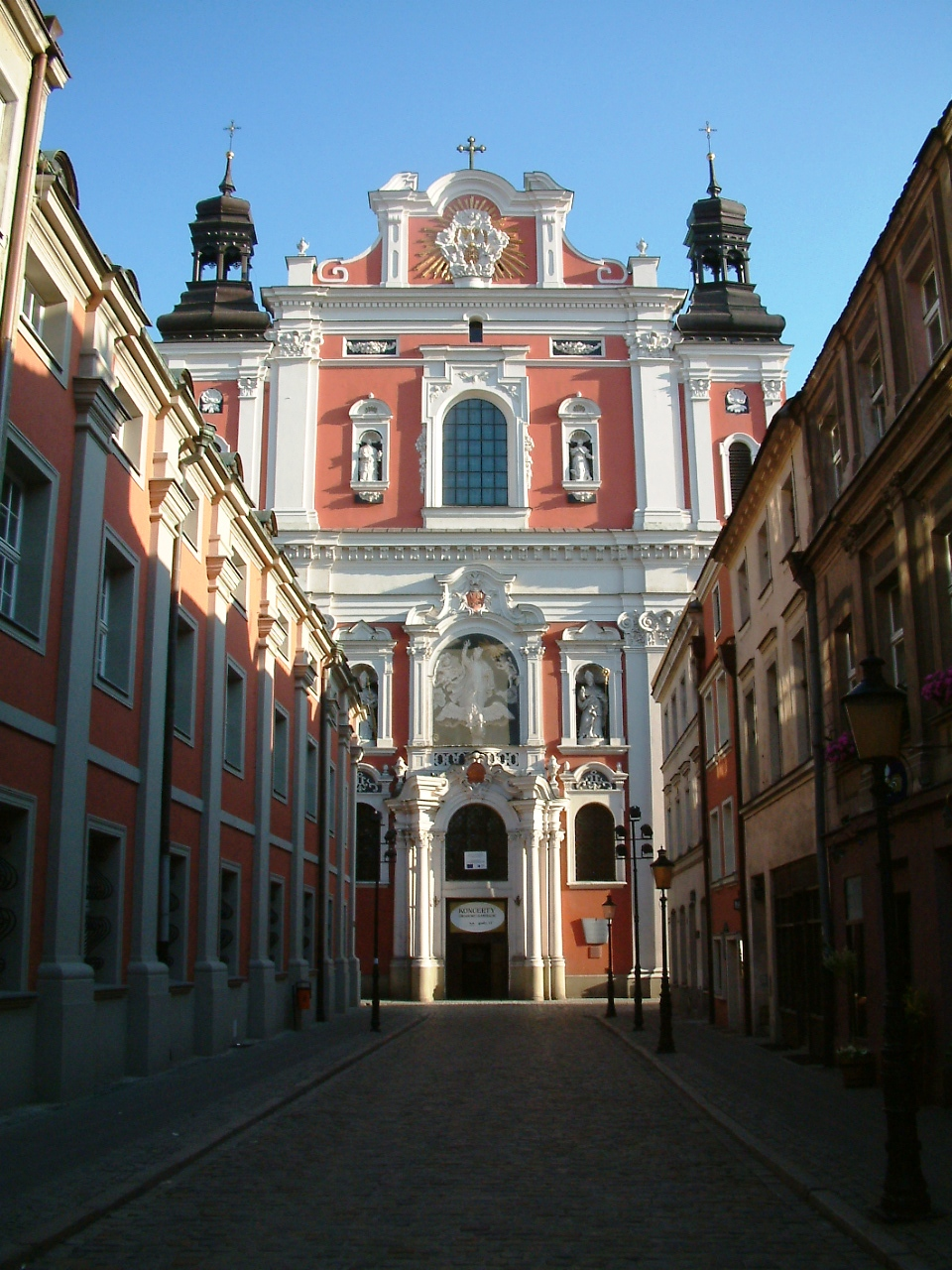
Iglesia de los Jesuitas en Poznań

Pompeo Ferrari (cerca de 1660 - 15 de mayo de 1736) fue un arquitecto Italiano del Barroco tardío trabajando en Gran Polonia.

## Principales obras
- probablemente ayuntamiento y lápidas en Leszno
- ciudad de Rydzyna
- abadía de Ląd
- santuario de Gostyń
- capilla de Teodor Potocki en la catedral de Gniezno
- iglesia de los Jesuitas en Poznań